# Andreas Möller (Chronist)

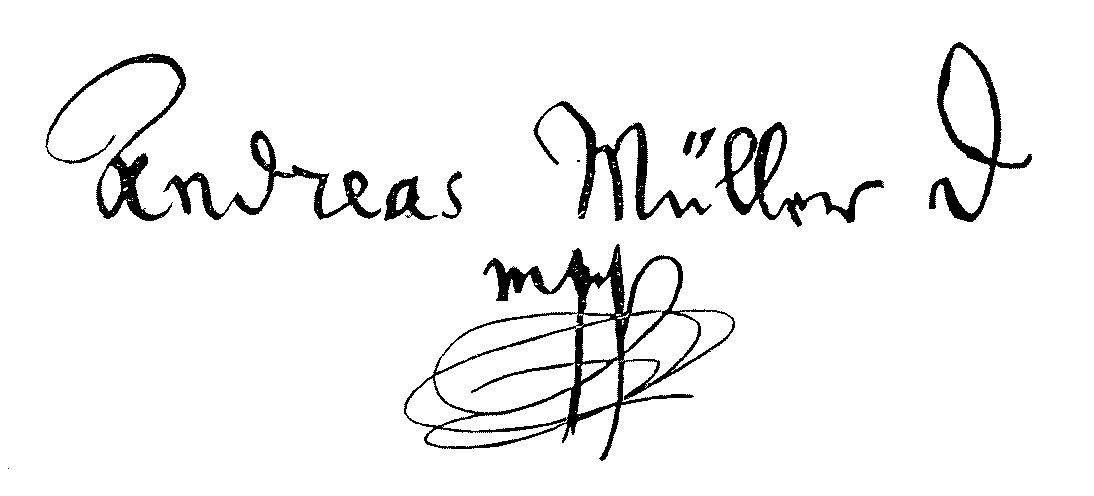
Eigenhändige Unterschrift

Andreas Möller (* 22. März 1598 in Pegau; † 21. Januar 1660 in Freiberg) war ein deutscher Lehrer, Arzt und Chronist.

## Wirken
Möller war ein klassischer Universalgelehrter seiner Zeit. Er war Konrektor der Lateinschule in Freiberg, städtischer Arzt und Historiker. Bleibende Bekanntheit erlangte er durch die 1653 erfolgte Herausgabe seiner Chronik Theatrum Freibergense Chronicum.
Möllers Privatbibliothek erwarb der Kamenzer Bürgermeister Ehrenfreund Reichel, aus dessen Nachlass die Bücher an den Kamenzer Rat gelangten und heute Bestandteil des Kamenzer Stadtarchivs sind.

## Ehrungen
Der Freiberger Altertumsverein vergibt seit 2002 unterstützt von der Stiftung für Kunst und Kultur der Sparkasse Mittelsachsen alljährlich den Andreas-Möller-Geschichtspreis.
Die historische Bibliothek des Geschwister-Scholl-Gymnasiums in Freiberg trägt den Namen Andreas-Möller-Bibliothek.

## Werke
- Theatrum Freibergense Chronicum = Beschreibung der alten löblichen Berg-Haupt-Stadt Freyberg. Freiberg: Beuther, 1653
- ANTIΠΕΛΑΡΓIΑ sive Debitum Parentale. Freiberg: Beuther, 1659